# メーガン・ムラーリー
メーガン・ムラーリー（Megan Mullally、1958年11月12日 - ）は、アメリカ合衆国の女優。

## プロフィール
カリフォルニア州ロサンゼルス出身。母親はモデル、父親は俳優。アイルランド系。子供の頃からバレエを習い、オクラホマシティとロサンゼルスで育つ。ノースウェスタン大学で英文学と美術史を学が、演劇に関わるようになり、中退してシカゴの劇団で6年間過ごす。
1981年にロサンゼルスに移り、映画やテレビに端役で出演するようになる。1994年にはブロードウェイにもデビューしている。1998年から始まったコメディシリーズ『ふたりは友達? ウィル&グレイス』で主人公グレースのアシスタントであるカレン・ウォーカーを演じて広く知られるようになった。
2006年には自身のトークショーが始まったが、5か月で打ち切りとなった。

### 私生活
1990年代にタレント・エージェントの男性と結婚。2003年に俳優のニック・オファーマンと再婚。
1999年のインタビューで自身をバイセクシャルであると語ったが、後のインタビューでは、女性と性関係を持ったことはなくバイセクシャルではないと語った。

## 主な出演作品

### テレビシリーズ
| 放映年    | 邦題 原題                                  | 役名                                   | 備考          |
| --------- | ------------------------------------------ | -------------------------------------- | ------------- |
| 1986-1987 | The Ellen Burstyn Show                     | モリー                                 | 13エピソード  |
| 1992      | Rachel Gunn, R.N.                          | ベッキー・ジョー                       | 13エピソード  |
| 1993      | となりのサインフェルド Seinfeld            | ベッツィー                             | 1エピソード   |
| 1997      | そりゃないぜ!? フレイジャー Frasier        | ベス・アームストロング                 | 1エピソード   |
| 1997      | あなたにムチュー Mad About You             | ジェーン                               | 1エピソード   |
| 1998-2006 | ふたりは友達? ウィル&グレイス Will & Grace | カレン・ウォーカー                     | 188エピソード |
| 2007      | ボストン・リーガル Boston Legal            | レナータ・ヒル／サラ・ポペル           | 1エピソード   |
| 2008-2013 | Childrens Hospital                         | レディ・ジェーン／リディア・ダンフリー | 43エピソード  |
| 2008,2013 | 30 ROCK/サーティー・ロック 30 Rock         | ベヴ                                   | 3エピソード   |
| 2009      | In the Motherhood                          | ローズマリー                           | 7エピソード   |
| 2009-2012 | Parks and Recreation                       | タミー                                 | 6エピソード   |
| 2010      | Party Down                                 | リディア・ダンフリー                   | 10エピソード  |
| 2012      | Breaking In                                | ヴェロニカ・マン                       | 13エピソード  |
| 2013      | Out There                                  | ローズ                                 | 10エピソード  |
| 2013      | Web Therapy                                | フラニー・マーシャル                   | 3エピソード   |

### 映画
| 公開年 | 邦題 原題 | 役名                     | 備考       |
| ------ | --- | ------------------------ | ---------- |
| 1985   | 卒業白書 Risky Business                                                                                                  | コールガール             |            |
| 1986   | きのうの夜は… About Last Night...                                                                                        | パット                   |            |
| 1990   | スーパーコップ90 Rainbow Drive                                                                                           | アヴァ                   | テレビ映画 |
| 1991   | クイーンズ・ロジック/女の言い分・男の言い訳 Queens Logic                                                                 | ドロレス                 |            |
| 1998   | ザ・ジャーナリスト Winchell                                                                                              | ジューン・ウィンチェル   | テレビ映画 |
| 1999   | 地上より何処かで Anywhere But Here                                                                                       | バービー                 |            |
| 2001   | モンキーボーン Monkeybone                                                                                                | キミー                   |            |
| 2001   | スピーキング・オブ・セックス Speaking of Sex                                                                             | ジェニファー・クリンク   |            |
| 2002   | キャンパス・クレージー Stealing Harvard                                                                                  | パティ・プラマー         |            |
| 2005   | リバウンド Rebound | ウォルシュ校長           |            |
| 2007   | ビー・ムービー Bee Movie                                                                                                 | トルーディー             | 声の出演   |
| 2009   | Fame フェーム Fame | フラン・ローワン         |            |
| 2012   | スマッシュド 〜ケイトのアルコールライフ〜 Smashed                                                                        | パトリシア・バーンズ校長 |            |
| 2013   | キングス・オブ・サマー The Kings of Summer                                                                               | ミセス・キーナン         |            |
| 2014   | アレクサンダーの、ヒドクて、ヒサンで、サイテー、サイアクな日 Alexander and the Terrible, Horrible, No Good, Very Bad Day | ニーナ                   |            |
| 2016   | ウェディング・バトル アウトな男たち Why Him?                                                                             | バーブ・フレミング       |            |
| 2017   | ディザスター・アーティスト The Disaster Artist                                                                           | ミセス・セステロ         |            |